# Gahnia howeana
Gahnia howeana är en halvgräsart som beskrevs av Rhys Owen Gardner. Gahnia howeana ingår i släktet Gahnia och familjen halvgräs.
Artens utbredningsområde är Lord Howeön. Inga underarter finns listade i Catalogue of Life.